# Éliane Thibault
Éliane Thibault est une actrice et chanteuse française, née le 5 octobre 1931 à Paris. Elle a également fait du doublage, prêtant entre autres sa voix à Julie Andrews dans Mary Poppins.

## Filmographie
- Les Gaîtés de l'escadrille de Georges Péclet (1958) : Pulchérie Tignasse

## Télévision
- 1954 : 36 chandelles

## Doublage
- Julie Andrews dans :
  - Mary Poppins (1964) : Mary Poppins
  - Millie (1967) : Millie Dillmount
  - Darling Lili (1970) : Lili Smith
- 1966 : Le forum en folie : Phylia (Annette Andre)
- 1968 : Chitty Chitty Bang Bang : Truly Scrumptious (Sally Ann Howes)
- 1971 : L'Apprentie sorcière : Églantine Price (Angela Lansbury) - voix chantée (1er doublage)
- 1971 : Un violon sur le toit : Fruma Sarah (Ruth Madoc)

## Discographie
- Le Petit Duc de Charles Lecocq, André Grassi (dir.) - Accord/Universal
- Mam'zelle Nitouche  de Hervé, André Grassi (dir.) - Accord/Universal
- Éliane Thibault chante « La Mélodie du bonheur » - Decca
- Le Petit Train de la télé - Decca
- Les Nouvelles Aventures d'Ivanhoë - RCA
- Trois Valses d'Oscar Straus, Richard Blareau (dir.) - Decca/Universal